# ريتشارد بوكر
ريتشارد بوكر (بالإنجليزية: Richard Bowker)‏ (1950)؛ روائي أمريكي.